# Hyposmocoma atrovittella
Hyposmocoma atrovittella là một loài bướm đêm thuộc họ Cosmopterigidae. Nó là loài đặc hữu của Hawaii. Loài địa phương ở Olaa.